# 喜 (仏教)
喜（き、巴: パーリ語: muditā ムディター, 英語: empathetic joy）とは、仏教の概念で人々（生きとし生けるもの）の喜びにみずからも喜ぶ心を持つこと。
四無量心（四梵住）としてまとめられる4つ徳目「慈・悲・喜・捨」（じ・ひ・き・しゃ）の3つ目。

## 慈愛の瞑想
上座部仏教（テーラワーダ仏教）圏では、ウィパッサナーの基礎として、慈愛の瞑想（mettā bhāvanā, 慈悲の瞑想とも）と呼ばれる瞑想が行われる。これは名称としては「慈（慈愛）」（メッター）のみが前面に出て来るが、内容的には四無量心の「慈・悲・喜・捨」全ての要素が含まれており、「喜」の要素も含まれている。